# Vši
Vši (Anoplura) jsou podřád bezkřídlého hemimetabolického parazitického hmyzu z řádu pisivek (Psocoptera). Fakt, že se jedná o odvozené pisivky, je teprve nedávným zjištěním, dříve byly vši klasifikovány jako samostatný řád, případně byly řazeny do polyfyletického řádu Phthiraptera spolu se zbylými parazitickými skupinami pisivek.
Vši parazitují na těle savců a živí se krví svého hostitele. Vši jsou celosvětově rozšířené, je známo asi pět set druhů, v České republice se vyskytuje dvacet šest druhů. Velikost všech zástupců se pohybuje mezi 0,4–6,5 milimetry. Vši jsou parazité s vysokou hostitelskou specificitou, tzn. jeden druh vši je schopen parazitovat pouze na jednom typu hostitele.

## Evoluce
Vši jsou prokazatelně vnitřní skupinou pisivek (Psocoptera), vlivem parazitického života se však výrazně pozměnila jejich tělní stavba. Ve fosilním záznamu se objevují již před zhruba 100 miliony let, nejspíše však vznikly ještě podstatně dříve. Moderní druhy se oddělily od svých vývojových předků zhruba před 7 až 3 miliony let. Vši parazitující v peří ptáků prodělaly výrazný rozvoj v období počínajícího kenozoika (před 66 miliony let), tedy po velkém vymírání na konci křídy, které jejich ptačí hostitele silně zasáhlo.

## Typické znaky
Vši mají v poměru k ostatnímu tělu velký zadeček, který je roztažitelný a je složen z devíti zřetelných kroužků, které jsou pokryty různě tvarovanými a uspořádanými štětinami. Na zadeček navazuje hruď, která je malá s nezřetelným dělením. Křídla v důsledku parazitismu zcela zmizela. Tři páry nohou mají dvoučlánková chodidla, ukončená jedním drápkem, který slouží k držení vlasů či chlupů, a proto má schopnost ohnout se proti chodidlovému článku. Proto tento typ nohou označujeme jako přichycovací. Hlava je s ústním ústrojím směřujícím dopředu, podlouhlá a oproti hrudi užší. Vši mají složené oči, výjimku tvoří pouze vši parazitující na člověku. Většina druhů má i zakrnělá jednoduchá očka, která pro ně však nemají velký význam, a proto mohou u některých druhů i zcela chybět. Ústní ústrojí je bodavě sací a sosák je zakončen speciálními háčky. Samotné sací ústrojí se vysouvá ze sosáku až po proražení kůže na dobu sání. Tykadla jsou krátká s třemi až pěti články.

## Rozmnožování
Vši mají proměnu nedokonalou, samice snášejí vajíčka hruškovitého tvaru, která se nazývají hnidy. Hnidy vši lepí na srst svých hostitelů. Většina vší má relativně rychlý vývoj a zhruba po týdnu se z vajíček stanou larvy, které mají tři instary (svléknutí) a potom se z nich stávají dospělci. Celé larvální stadium trvá zpravidla od dvou do tří týdnů.

## Zástupci
Parazitující na člověku:
- Veš šatní (Pediculus corporis)
- Veš dětská (Pediculus capitis)
- Veš muňka (Phithirus pubis)

Někteří entomologové považují prvé dva druhy za dva poddruhy jednoho druhu (Pediculus humanus). Veš šatní žije v záhybech prádla, ze kterého se vydává sát na lidskou pokožku a opět se vrací do prádla. Může přenášet skvrnitý tyfus. Veš dětská neboli hlavová se může vyskytovat ve vlasech a vousech. Jméno dětská souvisí s tím, že je často přenášena mezi dětmi ve školce nebo škole. Většinou její výskyt identifikujeme nálezem hnid ve vlasech. Veš dětská nepřenáší žádné nebezpečné onemocnění, ale po jejím sání vznikají svědivé ranky, které bývají rozškrabány a může docházet k následné infekci. Někdy mohou vznikat i ekzémy. Veš muňka („filcka“) žije v lidském ochlupení (v ohanbí, na prsou, v podpaží), nikdy se nevyskytuje ve vlasech. Je přenášena mimochodem při pohlavním styku nebo z ložního prádla. Pupence svědí a po jejich rozškrabání dochází k sekundárním infekcím.
| Hostitel | Druh vši                                                                                  |
| -------- | ----------------------------------------------------------------------------------------- |
| člověk   | Pediculus capitis (veš dětská), Pediculus humanus (veš šatní), Pthirius pubis (veš muňka) |
| pes      | Linognathus setosus                                                                       |
| skot     | Haematopinus erysternus, Linognathus vituli                                               |
| prase    | Haematopinus suis                                                                         |
| ovce     | Linognathus pedalis                                                                       |
| kůň      | Haematopinus asini                                                                        |
| drůbež   | Lipeurus caponis, Menopon gallinae                                                        |

## Výskyt
Vši se vyskytují jako cizopasníci člověka a jiných savců prakticky po celém světě. Většina druhů jsou zároveň přenašeči řady infekčních onemocnění a jiných chorob. Mrtvé a horečkou postižené hostitele vši v rozmezí jednoho dne opustí.

## Odvšivení
V současné době se pro odvšivení prodává celá řada přípravků, které působí na hnidy, v dřívější době se používala octová voda, petrolej anebo úplné oholení napadených částí.

### Použitá literatura
- Heiko Bellmann; Encyklopedie hmyzu ISBN 80-7291-154-6
- ROSICKÝ, Bohumír. Cizopasní členovci skotu na pastvinách. Praha: Academia, 1983.
- JÍROVEC, Otto. Parasitologie pro lékaře. Praha: Academia, 1977.